# Let L-610

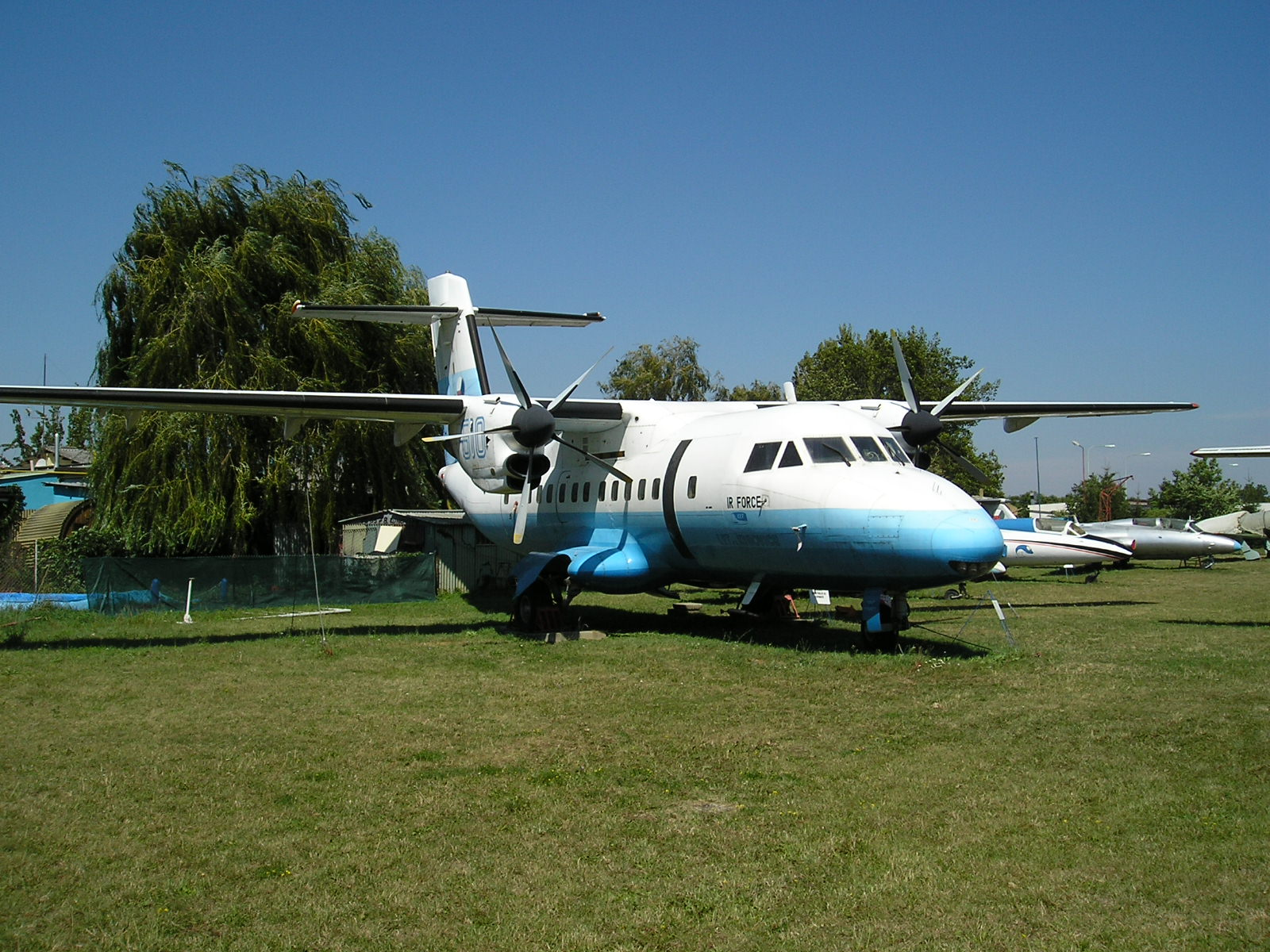
Let L-610 на зберіганні

Let L-610  — Сорокамісний універсальний двомоторний літак для місцевих повітряних ліній. Призначений для експлуатації на непідготовлених ґрунтових, трав'яних, снігових майданчиках, а також на аеродромах з короткими ЗПП.

## Історія створення
Роботи зі створення L-610 були розгорнуті в 1985 році. Вимоги на новий літак сформував найзначніший передбачуваний замовник — радянський «Аерофлот». При конструюванні максимально враховувався досвід експлуатації попередника — L-410 на 15-19 пасажирів. Парк цих машин становить більше 1000 екз. Більшість з них експлуатувалося на території СНД, у тому числі в надзвичайно важких умовах Середньої Азії і Сибіру, а також в Індії та Африці.
На початку 1988 р почалося конструювання дослідного зразка, а перший політ літака L-610 відбувся 28 грудня 1988 р. У червні 1989 р. літак був представлений на авіашоу в Парижі. Перший з 600 літаків для Аерофлоту був показаний на авіашоу в Парижі в червні 1991 р., А решта замовлені для CSA. Для поліпшення перспектив продажу на Заході на одному з дослідних літаків (нове позначення L-610G) встановлені двигуни General Electric CT7-9D потужністю 1750 к.с. Компанія Лет також заявила про наміри збільшити місткість літака L-610 до 50-55 пасажирів, можливо, використовуючи двигуни GE CT7 або PW100.
Одночасно було вирішено модернізувати L-610. Прагнучи пристосувати літак до вимог світового ринку, фірма-розробник вирішила замінити силову установку і значну частину обладнання на системи західного виробництва, які добре себе зарекомендували  і сервісне обслуговування яких налагоджено по всьому світу.
Після конкурсного відбору в січні 1991 року був підписаний договір з американською фірмою General Electric Aircraft Engines на постачання двигунів CT7-9D з повітряними гвинтами Gamilton Standard HS-14 RF. Машина з новою силовою установкою отримала найменування L-610G. Така модернізація дасть змогу сертифікувати літак за нормами FAR-25 (США), без чого продаж літака в більшості західних країн неможлива.
Прототип L-610G вперше піднявся в повітря 18 грудня 1992. Літак пристосований до експлуатації з майданчиків обмежених розмірів, в тому числі й ґрунтових, з мінімальною міцністю ґрунту 6 кг/см, а також з високогірних аеродромів. Важливо й те, що при приблизно рівних витратах на експлуатацію вартість L-610G нижче, ніж у літаків-конкурентів.
У 2002 році експортна версія літака отримала комерційне найменування Ayres 7000.
У 2018 році з метою вирішення проблеми з регіональною авіацією в Росії з'явилася ідея викупити документацію по L-610 і спробувати розробити на його базі 40-місцеву машину, щоб вона протягом 5 років встала як раз між L-410 і Іл-114-300.

## Модифікації
Варіанти:
- L-610M — з 2 ТВД Walter M-602.
- L-610G — з 2 ТВД General Electric CT7-9D.
- L-610MPA — версія для боротьби з підводними човнами.

## Сучасний статус програми
Випуск припинений у зв'язку з відсутністю замовлень. Недобудовані літаки утилізовані в 2006 році.
Сертифікація L-610 не була завершена і замовлень на нього не було під час будівництва. На даний момент тема L-610 заморожена, хоча іноді проскакують чутки про відновлення виробництва цього літака.
УГМК виношувала плани доведення продажів літаків серії L-410 до 30 одиниць на рік і в тому числі організації з 2016 року їх збірки (до десяти літаків на рік) в Росії на АТ «Уральський завод цивільної авіації» (УЗГА) в Єкатеринбурзі. З'явився навіть амбітний проект відродження виробництва на Aircraft Industries регіонального 40-місного турбогвинтового літака L-610, який свого часу призначався для заміни Ан-24, однак так і не надійшовшого в серійне виробництво через розпад ЧССР і СРСР.